# William Henry

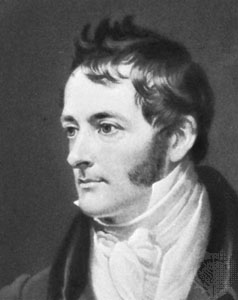
William Henry Carrier
.

William Henry Carrier (Mánchester, 12 de diciembre de 1775 - Pendlebury, 2 de septiembre de 1836), químico inglés.
Comenzó sus estudios de medicina en Edimburgo en 1795, doctorándose en 1807. Pero la mala salud le impidió la práctica de la medicina y se dedicó a la investigación química, fundamentalmente sobre gases.
En uno de sus principales trabajos, describió experimentos sobre la cantidad de gases absorbidos por el agua a diferente temperatura y presión. Sus resultados se conocen como la Ley de Henry. También investigó sobre el grisú, el gas de alumbrado y el poder desinfectante del calor.
- Datos: Q182915
- Multimedia: William Henry (chemist) / Q182915